# Oldham (Dakota del Sur)
Oldham es una ciudad ubicada en el condado de Kingsbury en el estado estadounidense de Dakota del Sur. En el Censo de 2010 tenía una población de 133 habitantes y una densidad poblacional de 208,75 personas por km².

## Geografía
Oldham se encuentra ubicada en las coordenadas 44°13′42″N 97°18′34″O / 44.22833, -97.30944. Según la Oficina del Censo de los Estados Unidos, Oldham tiene una superficie total de 0.64 km², de la cual 0.64 km² corresponden a tierra firme y (0%) 0 km² es agua.

## Demografía
Según el censo de 2010, había 133 personas residiendo en Oldham. La densidad de población era de 208,75 hab./km². De los 133 habitantes, Oldham estaba compuesto por el 100% blancos, el 0% eran afroamericanos, el 0% eran amerindios, el 0% eran asiáticos, el 0% eran isleños del Pacífico, el 0% eran de otras razas y el 0% pertenecían a dos o más razas. Del total de la población el 2.26% eran hispanos o latinos de cualquier raza.